# Махамат Деби Итно
Махамат Идрис Деби Итно (на френски: Mahamat Idriss Déby Itno; роден на 1 януари 1984 г.) е чадски държавник и военен. Председател на Преходния военен съвет на Чад от 20 април 2021 г. Преди това той е заместник-командир на въоръжените сили по време на интервенцията на Чад в Северно Мали. Син на покойния президент на Чад Идрис Деби.

## Биография
Деби Итно учи в Обединена група военни училища в Чад. Впоследствие се обучава във Франция, във военното училище в Екс ан Прованс. След завръщането си работи в Службата за сигурност на държавните институции като заместник-командир на пехотна група. Получава първия си боен опит през април 2006 г., когато бунтовниците атакуват столицата на Чад, а след това участва в боевете в източната част на страната заедно с генерал Абу Бакр ал Саид, ръководител на жандармерията. След края на кампанията Махамат Деби е повишен в чин майор. Води войски по време на битката при Ам Дам, където побеждава бунтовниците.
След това е назначен за командир на бронирана част. През януари 2013 г. става заместник-командващ на въоръжените сили на Чад в Мали под командването на генерал Умар Бикимо. На 22 февруари 2013 г. повежда войските в битката срещу бунтовниците в планините Адрар-Ифорас в северната част на Мали. Базата на бунтовниците бива ликвидирана, бунтовниците претърпяват тежки загуби, но загиват 26 чадски войници, включително Абделазиз Хасан Адама, командир на специалните части. Махамат поема пълното командване на чадските сили в Мали и ръководи операции срещу бунтовниците на север.
След смъртта на баща му от бунтовниците от „Фронта за промяна и съгласие в Чад“ на 20 април 2021 г., командирите на въоръжените сили правят изявление, че избраното правителство и парламент на Чад са разпуснати и е създаден преходен военен съвет, оглавяван от Махамат Деби, който ще ръководи страната в продължение на 18 месеца..
Деби Итно има прякора „Кака“, което на местния арабски диалект означава „баба“, поради това, че Махамат е отгледан от баба си като дете.